# Underplating
Underplating is in de geologie en geofysica het ontstaan van magmakamers in de overgangszone tussen de aardmantel en de aardkorst. Als gevolg van het verschil in massadichtheid tussen mantel en korst verzamelt het magma zich op deze diepte. De reservoirs kunnen vulkanen aan het oppervlak voeden, maar dat hoeft niet per se het geval te zijn. Underplating komt voor in alle geodynamische situaties waarin er in de mantel magma gevormd wordt: boven subductiezones, onder hotspots en onder divergente plaatgrenzen.
De bovenste delen van de aardmantel hebben een dichtheid rond de 3,3 g/cm3, terwijl de onderste delen van de korst een dichtheid van rond de 2,8 g/cm3 hebben. Op de grens tussen mantel en korst, de Mohorovičić-discontinuïteit, zit daarom een vrij abrupt dichtheidsverschil. Magma dat in de bovenmantel ontstaat door partieel smelten heeft de samenstelling van basalt. Omdat het minder dicht is dan het mantelgesteente zal het magma onder invloed van een opwaartse kracht omhoog bewegen. Komt het magma aan op de overgang tussen mantel en korst, dan ondervindt het vrijwel geen opwaartse kracht meer en komt het tot stilstand. Er vormt zich een magmakamer.
In dergelijke magmakamers zal het magma langzaam afkoelen en stollen. Dit verklaart waarom de onderkorst voornamelijk uit stollingsgesteente met de samenstelling van basalt bestaat. Tijdens het stollen vindt echter magmadifferentiatie plaats: het kleine deel van het magma dat niet stolt krijgt een steeds lagere dichtheid. Dit magma kan mogelijk zo licht worden dat het verder omhoog beweegt en in de korst intrudeert.